# Metanephrops sinensis
Metanephrops sinensis is een kreeftensoort uit de familie van de Nephropidae. De wetenschappelijke naam van de soort is voor het eerst geldig gepubliceerd in 1966 door Bruce.